# Мэр, Рене
Рене Шарль Жозеф Мэр (фр. René Charles Joseph Maire, 29 мая 1878, Лон-ле-Сонье — 1949) — французский ботаник и миколог. Мэр собирал растения Алжира, Марокко, Франции и Мали для гербария Национального ботанического сада Бельгии. Самый большой научный труд — «Флора Северной Африки» (фр. Flore de l'Afrique du Nord) в 16 томах, вышедший в 1953 году уже после его смерти.

## Биография
Рене Мэр родился 29 мая 1878 в Лон-ле-Сонье, где проживал его отец. Происходил из буржуазной семьи Люневиля и Меца. Его мать умерла, когда Рене было 2 года. Раннее детство прошло в сельской местности во Франш-Конте, недалеко от Гре, где в результате несчастного случая он потерял глаз. Этот случай сказался позже на его жизни исследователя.
Карьера Мэра как ботаника началась исключительно рано. В 18 лет он стал автором гербария растений Верхней Соны, которая до сих пор находится в Музее естественной истории Гре. В 1905 году Мэр стал доктором наук, а с 1911 года работал профессором Факультета наук в Алжире, где, в частности, занимался фитопатологией в лаборатории сельскохозяйственной и прикладной ботаники на факультете наук Алжирского университета. В 1902—1904 годах занимался сбором растений в Алжире и Марокко. По заказу правительства Марокко с 1921 по 1930 годы выполнял ботанические исследования в Центральной Сахаре, в частности в 1928 году исследовал Ахаггар. Мэр был членом Микологического общества Франции и Общества естественной истории Мозеля в Меце с 1897 года, где родилась его страсть к флоре Северной Африки. В 1918—1931 годах Мэр публикует многочисленные труды по флоре Северной Африки. Его главный труд, посмертная 16-томная «Флора Северной Африки», вышла в 1953 году с помощью его коллег Гиноше и Кезеля.
Его гербарий, который так и называется «гербарий Рене Мэра», является монументальной коллекцией и хранится в Институте ботаники при Университете Монпелье. Она содержит около 1 миллиона образцов и является крупнейшей в мире коллекцией флоры Северной Африки.

### Основныетаксоныгрибов, описанные Мэром
- Amanita codinae (Maire) Singer
- Argyrocytisus battandieri (Maire) Raynaud
- Gymnopilus sapineus (Fr.) Maire
- Hygrophoropsis aurantiaca (Wulfen: Fr.) Maire
- Hygrophorus reai Maire
- Hypomyces vuilleminianus Maire
- Laccaria bicolor (Maire) P.D. Orton
- Lentinellus vulpinus (Fr.) Maire & Kühner
- Psathyrella candolleana (Fr.) Maire
- Psathyrella hydrophila (Fr.) Maire
- Rhodotus palmatus (Fr.) Maire
- Xeromphalina campanella (Bataille: Fr.) Maire & Kühner

В 1902 году он описал семейство Свинушковые (Paxillaceae), заметив их анатомическое сходство с Болетовые.
Ссылку на список ботанических таксонов, описанных Мэром, см. в карточке «Систематик живой природы».

### Таксоны, названные в честь Мэра
Грибы
- Russula mairei
- Amanita mairei
- Clitocybe mairei
- Conocybe mairei
- Clavicorona mairei
- Cortinarius mairei
- Galerina mairei
- Hemimycena mairei
- Lactarius mairei

Растения северной Африки
- Festuca mairei
- Род Mairetis (семейство Boraginaceae)